# Tostada

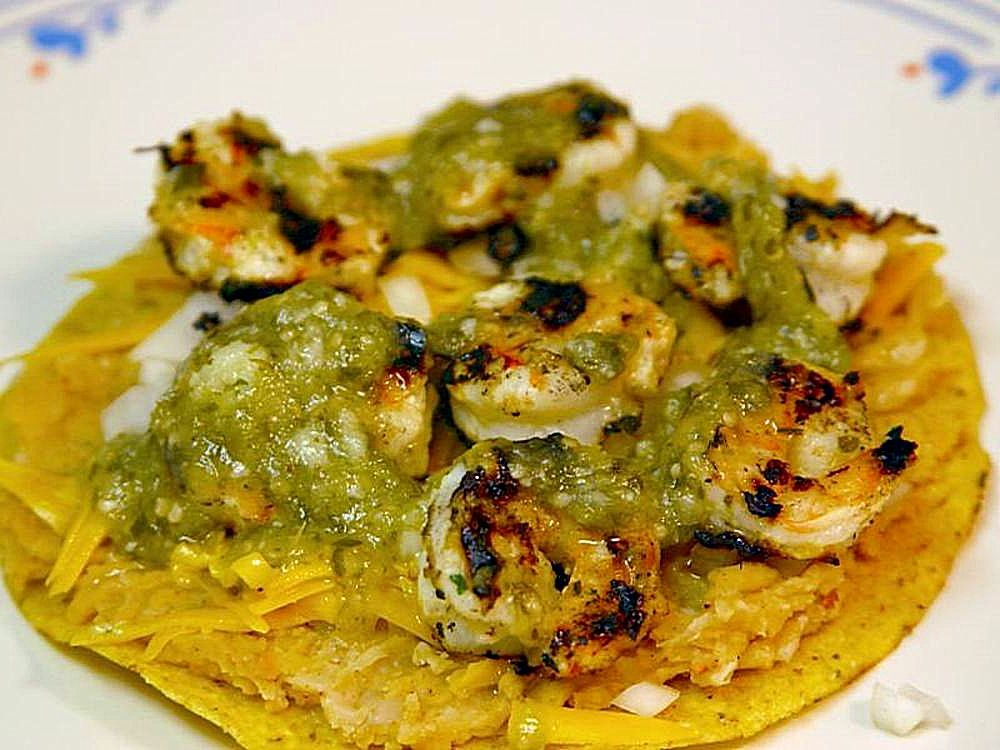
Tostada avec crevettes et sauce salsa.

Le mot tostada peut faire référence à une tortilla de maïs frite, au Mexique et en Amérique centrale, ou à des toasts en Amérique du Sud.

## Tostadamexicaine
La tostada est un antojito fait avec des  tortillas de maïs frites jusqu'à devenir dorées, rigides et croquantes, garnies de purée de haricots noirs, de tinga de poulet, de  crème épaisse, de laitue (variété iceberg), tomate en tranches, de coriandre fraîche, de salsa, de fromage (panela) émietté et de sauce piquante qui font office de garniture. Il existe aussi des tostada aux fruits de mer.

### À Cuba
À Cuba, la tostada se rapproche du pain de mie grillé. Elle est servie beurrée au petit déjeuner.

### À Puerto Rico
À Puerto Rico, seul le pain différencie la tostada de celle de Cuba. Pour Pâques, le pain est imbibé de lait, battu avec des œufs puis frit.